# نظرية الموجة التجريبية

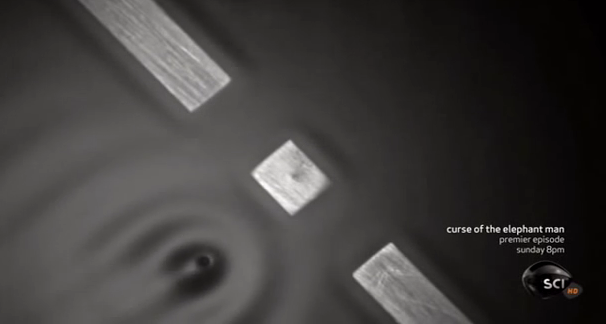
تجارب كودر، "تجسيد" نموذج الموجة التجريبية.

في الفيزياء النظرية، كانت نظرية الموجة التجريبية، والمعروفة أيضًا بميكانيكا بوهيميا، أول مثال معروف لنظرية المتغير الخفي، وقدمها لويس دي بروجلي في عام 1927.
نسختها الأكثر حداثة، نظرية دي برولي-بوم، تفسر ميكانيكا الكم كنظرية حتمية، وتتجنب المفاهيم المزعجة مثل ازدواجية الجسيمات الموجية، وانهيار وظيفة الموجة الآنية، ومفارقة قطة شرودنغر. لحل هذه المشاكل، فإن النظرية غير موضعية بطبيعتها.
تعد نظرية الموجة التجريبية دي برولي بوم أحد التفسيرات العديدة لميكانيكا الكم (غير النسبية). تم تطوير امتدادت نظرية دي بروي بوم منذ التسعينيات.

## التاريخ
تم تقديم نتائج دي برولي المبكرة حول نظرية الموجة التجريبية في أطروحته (1924) في سياق المدارات الذرية حيث تكون الأمواج ثابتة. المحاولات المبكرة لتطوير صياغة عامة لديناميكيات هذه الموجات من حيث معادلة الموجة النسبية كانت غير ناجحة حتى عام 1926 طور شرودنغر معادلته الموجية غير النسبية، واقترح أيضًا أنه بما أن المعادلة وصفت الموجات في مساحة التكوين، فإن الصورة الجسيمية يجب التخلي عنها.
بعد ذلك بوقت قصير اقترح ماكس بورن أن الدالة الموجية لمعادلة الموجة في شرودنغر تمثل كثافة الاحتمال لتواجد الجسيم. بعد هذه النتائج، طور دي برولي المعادلات الديناميكية لنظريته الموجية التجريبية. في البداية، اقترح دي بروجلي مقاربة حل مزدوج، حيث يتكون الجسم الكمي من موجة فيزيائية (موجات u) في مساحة حقيقية تحتوي على منطقة مفردة كروية تؤدي إلى سلوك يشبه الجسيمات؛ في هذا الشكل الأولي لنظريته، لم يكن عليه أن يفترض وجود جسيم كمي. صاغها لاحقًا كنظرية حيث يكون الجسيم مصحوبًا بموجة تجريبية. قدم نظرية الموجة التجريبية في مؤتمر سولفاي عام 1927.
ومع ذلك، أثار ولفغانغ باولي اعتراضًا عليه في المؤتمر، قائلاً إنه لم يتعامل بشكل صحيح مع حالة التشتت غير المرن. لم يتمكن دي برولي من العثور على رد على هذا الاعتراض، وقد تخلى هو وبورن عن نهج الموجة التجريبية. على عكس ديفيد بوم بعد سنوات، لم يكمل دي برولي نظريته لتشمل حالة الجسيمات المتعددة. تُظهر حالة العديد من الجسيمات رياضياً أن تبديد الطاقة في الانتثار غير المرن يمكن توزيعه على بنية المجال المحيطة بواسطة آلية غير معروفة حتى الآن لنظرية المتغيرات الخفية.  
في عام 1932، نشر جون فون نيومان كتابًا، ادعى جزء منه أن جميع النظريات المتغيرة الخفية كانت مستحيلة. تم العثور على هذه النتيجة المعيبة من قبل غريت هيرمان بعد ثلاث سنوات، على الرغم من أنه لم يلاحظه مجتمع الفيزياء لأكثر من خمسين عامًا.
أفاد يفيس كودر وزملاؤه في عام 2010 عن نظام موجي تجريبي. قيل أن هذا النظام يظهر سلوك موجة تجريبية، حتى الآن تعتبر محجوزة للظواهر المجهرية.  ومع ذلك أُجري تجارب ديناميكية أكثر دقة لديناميكيات السوائل منذ عام 2015 من قبل مجموعتين أمريكيتين وفريق دنماركي بقيادة توماس بور (حفيد نيلز بور). لم تكرر هذه التجارب الجديدة نتائج تجربة 2010 اعتبارًا من 2018.

## شرح

### المبادئ
نظرية الموجة التجريبية هي نظرية متغير خفي. بناء على ذلك:
- النظرية لها واقعية (بمعنى أن مفاهيمها موجودة بشكل مستقل عن المراقب)؛
- النظرية لها حتميات.

لا يعرف المراقب القيمة الدقيقة لهذه المتغيرات في النظام الكمي الذي تم دراسته، ولا يمكنه أن يعرفها بدقة لأن أي قياس يخربها. من ناحية أخرى، لا يتم تحديد المرء (المراقب) من خلال الدالة الموجية لذرات المرء، ولكن من خلال مواقع الذرات.
تحتوي مجموعة من الجسيمات على موجة مادية مرتبطة بها، والتي تتطور وفقًا لمعادلة شرودنغر. يتبع كل جسيم مسارًا قطعيًا، يستتبع بوظيفة الموجة؛ مجتمعة، تتوافق كثافة الجسيمات مع حجم دالة الموجة. لا تتأثر وظيفة الموجة بالجسيم ويمكن أن توجد أيضًا كوظيفة موجة فارغة.
تسلط النظرية الضوء على اللاموضعية الضمنية في الصياغة غير النسبية لميكانيكا الكم وتستخدمها لتأكيد نظرية بيل. يمكن إظهار أن هذه التأثيرات غير المركزية متوافقة مع نظرية انعدام الاتصال، والتي تمنعها من التواصل أسرع من الضوء، وبالتالي فهي متوافقة تجريبيًا مع النسبية.

## الأسس الرياضية
لاشتقاق الموجة التجريبية دي برولي بوم لإلكترون واللاجرانج الكمي:
{\displaystyle L(t)={\frac {1}{2}}mv^{2}-(V+Q),}
أي ان {\displaystyle V} هي الطاقة الكامنة، {\displaystyle v} هي السرعة و {\displaystyle Q} هو القدرة المرتبطة بالقوة الكمومية (الجسيم الذي تدفعه الدالة الموجية)، يُدمج على طول مسار واحد بالضبط (المسار الذي يتبعه الإلكترون بالفعل). هذا يؤدي إلى الصيغة التالية:
{\displaystyle K^{Q}(X_{1},t_{1};X_{0},t_{0})={\frac {1}{J(t)^{\frac {1}{2}}}}\exp \left[{\frac {i}{\hbar }}\int _{t_{0}}^{t_{1}}L(t)\,dt\right].}
يسمح هذا بتتبع الإلكترون بدقة بمرور الوقت تحت تأثير الكم {\displaystyle Q}.

### اشتقاق معادلة شرودنغر
تعتمد نظرية الموجة التجريبية على ديناميكيات هاملتون - جاكوبي  بدلاً من ديناميكيات لاغرانج أو هاميلتون. باستخدام معادلة هاملتون - جاكوبي
{\displaystyle H\left(\mathbf {q} ,{\partial S \over \partial \mathbf {q} },t\right)+{\partial S \over \partial t}\left(\mathbf {q} ,t\right)=0}
من الممكن اشتقاق معادلة شرودنغر:
في جسيم كلاسيكي - حالته غير معروفة على وجه اليقين. يجب أن نتعامل معها إحصائيًا، لذلك فقط كثافة الاحتمال {\displaystyle \rho (x,t)} معروفة. يجب الحفاظ على الاحتمال، أي {\displaystyle \int \rho \,d^{3}x=1} لكل منهما {\displaystyle t}. لذلك، يجب أن تلبي معادلة الاستمرارية
{\displaystyle \partial \rho /\partial t=-\nabla \cdot (\rho v)\quad (1)}
أي ان {\displaystyle v(x,t)} هي سرعة الجسيم.
في صياغة هاملتون - جاكوبي للميكانيكا الكلاسيكية، يتم وضع السرعة من خلال {\displaystyle v(x,t)={\frac {\nabla S(x,t)}{m}}} أي ان {\displaystyle S(x,t)} هو حل معادلة هاملتون - جاكوبي
{\displaystyle -{\frac {\partial S}{\partial t}}={\frac {\left(\nabla S\right)^{2}}{2m}}+{\tilde {V}}\quad (2)}
{\displaystyle (1)} و {\displaystyle (2)} يمكن دمجها في معادلة معقدة من خلال إدخال الدالة المعقدة {\displaystyle \psi ={\sqrt {\rho }}e^{\frac {iS}{\hbar }}}، ثم المعادلتان تعادلان
{\displaystyle i\hbar {\frac {\partial \psi }{\partial t}}=\left(-{\frac {\hbar ^{2}}{2m}}\nabla ^{2}+{\tilde {V}}-Q\right)\psi \quad } مع {\displaystyle Q=-{\frac {\hbar ^{2}}{2m}}{\frac {\nabla ^{2}{\sqrt {\rho }}}{\sqrt {\rho }}}.}
يتم الحصول على معادلة شرودنجر المعتمدة على الوقت إذا بدأنا بـ {\displaystyle {\tilde {V}}=V+Q}، الإمكانات المعتادة مع إمكانات كمية إضافية {\displaystyle Q}. الجهد الكمي هو إمكانات القوة الكمومية، والتي تتناسب مع (التقريب) مع انحناء اتساع دالة الموجة.

### الصيغة الرياضية لجسيم واحد
توصف معادلة شرودنغر التي تعتمد على الوقت الموجة من de Broglie:
{\displaystyle i\hbar {\frac {\partial \psi }{\partial t}}=\left(-{\frac {\hbar ^{2}}{2m}}\nabla ^{2}+V\right)\psi \quad }
يمكن تمثيل دالة الموجة المعقدة على النحو التالي:
{\displaystyle \psi ={\sqrt {\rho }}\;\exp \left({\frac {i\,S}{\hbar }}\right)}
عن طريق توصيل هذا في معادلة شرودنغر، يمكن للمرء أن يستمد معادلتين جديدتين للمتغيرات الحقيقية. الأول هو معادلة الاستمرارية لكثافة الاحتمال {\displaystyle \rho } : 
{\displaystyle \partial \rho /\partial t+\nabla \cdot (\rho v)=0\;,}
حيث يتم تحديد مجال السرعة بواسطة معادلة التوجيه
{\displaystyle {\vec {v}}({\vec {r}},t)={\frac {\nabla S({\vec {r}},t)}{m}}\;.}
وفقًا لنظرية الموجة التجريبية، فإن الجسيم النقطي وموجة المادة هما كيانان فيزيائيان حقيقيان ومميزان (على عكس ميكانيكا الكم القياسية، حيث تعتبر الجسيمات والموجات هي نفس الكيانات، متصلة بواسطة ازدواجية الموجة والجسيم). توجه الموجة التجريبية حركة الجسيمات النقطية كما هو موضح في معادلة التوجيه.
تعتمد ميكانيكا الكم العادية ونظرية الموجة التجريبية على نفس المعادلة التفاضلية الجزئية. والفرق الرئيسي هو أنه في ميكانيكا الكم العادية، ترتبط معادلة شرودنغر بالواقع بواسطة مسلمة بورن، التي تنص على أن كثافة الاحتمال لموضع الجسيم يتم الحصول عليها من {\displaystyle \rho =|\psi |^{2}}. تعتبر نظرية الموجة التجريبية المعادلة الإرشادية هي القانون الأساسي، وترى قاعدة بورن كمفهوم مشتق.
المعادلة الثانية هي معادلة هاميلتون-جاكوبي المعدلة للعامل {\displaystyle S} :
{\displaystyle -{\frac {\partial S}{\partial t}}={\frac {\left(\nabla S\right)^{2}}{2m}}+V+Q\;,}
حيث Q هي الجهد الكمي المحدد بواسطة
{\displaystyle Q=-{\frac {\hbar ^{2}}{2m}}{\frac {\nabla ^{2}{\sqrt {\rho }}}{\sqrt {\rho }}}}
بإهمال Q، يتم اختزال معادلتنا إلى معادلة هاميلتون-جاكوبي لجسيم النقطة الكلاسيكية. (بالمعنى الدقيق للكلمة، هذا مجرد حد شبه كلاسيكي، لأن مبدأ التراكب لا يزال ساريًا ويحتاج المرء إلى آلية فك الترابط للتخلص منه. يمكن أن يوفر التفاعل مع البيئة هذه الآلية.) لذا، فإن الجهد الكمي مسؤول عن جميع التأثيرات الغامضة لميكانيكا الكم.
يمكن للمرء أيضًا الجمع بين معادلة هاملتون وجاكوبي المعدلة ومعادلة التوجيه لاشتقاق معادلة شبه نيوتونية للحركة
{\displaystyle m\,{\frac {d}{dt}}\,{\vec {v}}=-\nabla (V+Q)\;,}
حيث يتم تعريف مشتق الوقت الهيدروديناميكي على أنه
{\displaystyle {\frac {d}{dt}}={\frac {\partial }{\partial t}}+{\vec {v}}\cdot \nabla \;.}

### الصيغة الرياضية للجسيمات المتعددة
معادلة شرودنغر لدالة الموجة المتعددة {\displaystyle \psi ({\vec {r}}_{1},{\vec {r}}_{2},\cdots ,t)}
{\displaystyle i\hbar {\frac {\partial \psi }{\partial t}}=\left(-{\frac {\hbar ^{2}}{2}}\sum _{i=1}^{N}{\frac {\nabla _{i}^{2}}{m_{i}}}+V(\mathbf {r} _{1},\mathbf {r} _{2},\cdots \mathbf {r} _{N})\right)\psi }
يمكن تمثيل دالة الموجة المعقدة على النحو التالي:
{\displaystyle \psi ={\sqrt {\rho }}\;\exp \left({\frac {i\,S}{\hbar }}\right)}
الموجة التجريبية توجه حركة الجسيمات. المعادلة التوجيهية للجسيم jth هي:
{\displaystyle {\vec {v}}_{j}={\frac {\nabla _{j}S}{m_{j}}}\;.}
سرعة الجسيمات jth تعتمد صراحة على مواقع الجسيمات الأخرى. هذا يعني أن النظرية غير محلية.

### دالة موجية فارغة
أكد لوسيان هاردي  وجون ستيوارت بيل  أنه في نظرية دي بروجلي - بوم لميكانيكا الكم يمكن أن توجد موجات فارغة، ممثلة بوظائف الموجة التي تنتشر في المكان والزمان ولكن لا تحمل الطاقة أو الزخم،  ولا ارتبط بجسيم. أطلق عليها ألبرت أينشتاين نفس المفهوم باسم موجات الأشباح (أو "Gespensterfelder"، حقول الأشباح). تمت مناقشة فكرة دالة الموجة الفارغة بشكل مثير للجدل.   على النقيض من ذلك، فإن تفسير وجود العديد من العوالم لميكانيكا الكم لا يتطلب وظائف موجية فارغة.

## روابط خارجية
- «الديناميكا المائية للموجة التجريبية» بوش، JWM، 2014، Annu. القس Fluid Mech. 49، 269-292.
- «ميكانيكا الكم يكتب كبيرة»، بوش، JWM، 2010.
- «الموجات التجريبية والميتافيزيقيا البوهيمية وأسس ميكانيكا الكم»، دورة محاضرة حول نظرية الموجة التجريبية من قبل مايك تولر، جامعة كامبريدج (2009).
- «نظائرها الكمية الهيدروديناميكية» بحث عن نظائرها الكمية الهيدروديناميكية ونظرية الموجة الهيدروديناميكية، بواسطة جون بوش (معهد ماساتشوستس للتكنولوجيا) وزملاء العمل.
- صفحة موسوعة HTML أكثر اكتمالا حول الموضوع.